# 马鼻镇
馬鼻鎮為福州市连江县境內東北一個重鎮，位於羅源灣腹部西岸是中心集鎮。距福州55公里，下辖15个行政村。镇政府驻地在马鼻区，镇区面积53平方公里，耕地面积近1.52万亩，滩涂面积7.5万亩。
唐至清代，因為地理相聯，馬鼻曾幾度都是一個鎮區，是魚米之鄉！是建築之鄉。志書記載，馬鼻的建築有千年的歷史. 這裏不但出了羽化成仙的章壽、女神李三娘、一心中國夢的鄭思肖，還出了19名進士、48名舉人、95名貢生、15名武將、10名武舉。崇教種德，是馬鼻這座千年海濱古鎮的靈魂。馬鼻的教育，源遠流長。明代朱熹曾在館。

## 名称由来
马鼻镇海边有岩石酷似骏马的鼻子，故而得名。

## 历史文化
馬鼻早在史前時代就存在人類文明，现在鲤溪库区一带，至少在远古的商代和周代，就有一定规模的村庄，早在3000至3500年前。
福建省考古队在2014年12月，在馆读、鲤溪进行考古调查时，在馆读黄岐屿、上洋里、鲤溪村西发现贝丘遗址，年代为4000至5000年前，并决定在附着量比较大的黄岐屿进行考古挖掘。挖掘结果，共出土石器32件，石器多为打制粗磨，有些仅经打制，少量经过精细磨制。器形主要是锛，还有砺石、镞、凿等。另还采集和出土14件石片石器，不辨器形，有的仅经打制，有的局部经磨制。考古队在上洋里调查时，在鲤溪村西北面，鲤溪水库东侧，发现远古陶片。陶片在省博物馆，通过科学检测，专家研究，最后鉴定为商、周时期。现在陶片和鉴定报告，都陈列在省博物馆内。
秦汉、唐、時期，馬鼻古稱馬鼻道。自宋、元、明属五贤鄉保安里、建興里與安德里。
《三山志》記載，馬鼻東邨留下的唐宋寺院有六座。其中，文泉禪寺最早，建於唐廣明元年（880）。文泉禪寺，古稱永興寺，位於東灣村牛洋山（俗稱東灣坑園裏下牛洋）。1960年建牛洋水庫時，挖掘出寫有「永興寺」三個字的石牌。其次為仙蹤寺，又稱「仙蹤院」，坐落東灣村鯉溪水庫北側的田螺坪山，五代後唐同光四年（公元916年）建；保福寺,坐落東灣村龍頭山牛洋嶺半山腰，宋乾德四年（966）建。羅漢寺，東鄰仙蹤寺，位於鯉溪水庫西北側，宋開寶元年（968）建。報國寺，原名安國寺，又稱「前寺」，坐落東灣村老爺山麓，寺院始建於北宋神宗熙寧二年（1069）。七佛寺，位於鯉溪自然村西部的上洋里八卦臼旁，史書雖沒有明確記載，但考古專家鑑定寺中岩雕為北宋作品。
馬鼻話屬闽东语福州話侯官南片，與福州話市區語音、詞彙、語法系統比較接近，不同於羅源話口音。

## 行政区划
马鼻镇区海拔5米。明代筑有防倭城堡，副总兵戚继光率部在此全歼倭寇。清代设有总汛，建有马鼻、浮曦、高洋岭等烟墩台寨。自宋至清属五贤乡保安里和建兴里。民国初为第六区 ，轄馬鼻、透堡、官坂、坑園、長龍5個鄉鎮。駐地馬鼻區，民国24年编查保甲分设马鼻、赤石、拱头、巽北4个联保，属第三区署。民国29年改为马赤乡、拱透乡和巽北乡。民国30年巽北乡划属罗源县。民国33年马赤与拱透合并为马透乡。民国35年1月改名所南乡。新中国成立初为第六区驻地。1955年改名马鼻区。1958年7月撤区建乡并析出官坂和长龙乡；同年9月成立马鼻人民公社；1960年1月官坂公社并入(1961年6月又析出)。1984年撤社建乡。1990年9月析出透堡乡。1992年8月改为镇建制。辖15个行政村民委员会，28个自然村由南到北分布在15公里半月形海岸线边。 现辖：
东湾村、墩里村、拱头村、墙兜村、南门村、横厝村、玉井村、辰山村、村前村、半田下村、贵丰村、合丰村、文丰村、浮曦村和龙峰村。

## 名人
李三娘（773-791年），又名李三靖。民間尊稱李三奶、李夫人。李三娘在唐大曆八年（773年）出生在馬鼻。
郑思肖：字忆翁，号所南，连江马鼻人。宋末诗人、画家。有诗集《心史》、《郑所南先生文集》、《所南翁一百二十图诗集》等。
張海珊：原名張傳滋，別名張冠瀛，號海珊。組織領導廈門辛亥革命起義。連江馬鼻人。
陳哲人： 美國太空總署特派研究員博士。連江馬鼻人。

## 文化教育
马鼻辖区内学校13所，其中幼儿园7所、小学4所、初中1所、高中1所。教师501人，学生6880人，全镇从幼儿园到高中形成完整的四级基础教育体系。
马鼻主要以“教育强镇” 尊师重教、教育为本。

### 主要学校
马鼻中心幼儿园
马鼻中心小学
连江尚德小学
连江四中
连江尚德中学
滩涂泥橇是福建省非物质文化保护遗产名录